# Odontoma
Un odontoma es un tumor benigno de origen odontógeno (relacionado con el desarrollo de los dientes). Concretamente, es un hamartoma dental, lo que significa que está compuesto de tejido dental que ha crecido de forma irregular.
La edad media de las personas que presentan odontomas es de 14 años. Esta malformación está a menudo relacionada con la criptodoncia (diente(s) retenido(s)). Aunque en la mayoría de los casos los odontomas aparecen en dientes enclavados, hay casos en los que los odontomas surgen en la cavidad bucal.
Tumores odontogénicos constituidos total o predominantemente por tejidos dentarios calcificados y más o menos diferenciados que encuentran su origen en el órgano dentario en las diversas etapas de su desarrollo y que tienden en su evolución hacia una diferenciación y organización cada vez mayor hacia la estructura de los tejidos dentales adultos .
Como se desprende de esta definición de odontomas, faltan las características típicas de los tumores reales (crecimiento autónomo y progresivo sin propósito con una marcada tendencia a la desdiferenciación).

## Clasificación
Hay dos tipos principales: odontomas compuestos y odontomas complejos.
- Un odontoma compuesto es aquel en el que aún están ordenados y definidos los tres tejidos que componen el diente (esmalte, dentina y cemento). Suele aparecer en el maxilar superior anterior.

- En el odontoma complejo los tejidos dentales están desordenados. Suele aparecer en el maxilar superior posterior o en el maxilar inferior.

- El odontoma "dilatado" es una alteración poco frecuente que aparece en cualquier zona de la arcada dental y puede afectar a los dientes de leche, a los permanentes o a los supernumerarios. El odontoma dilatado es la forma extrema del diente invaginado, una anomalía embrionaria que consiste en la aparición de una parte de la corona que se forma en el órgano del esmalte durante la odontogénesis.

## Epidemiología
El odontoma es el segundo tumor odontógeno más frecuente en el mundo (solo por detrás del ameloblastoma).